# Moritz Wilhelm Drobisch
Moritz Wilhelm Drobisch (n. 16 august 1802, Leipzig - d. 30 septembrie 1896, Leipzig) a fost un matematician, logician, psiholog, filozof și pedagog german. Fratele său a fost compozitorul Karl Ludwig Drobisch (1803–1854).

## Biografie
Studiile elementare și cele superioare le-a parcurs în orașul natal. În 1826 devine profesor agregat, iar din 1842 deține funcția de profesor titular de matematică la Leipzig, pe care a deținut-o până în 1868, timp în care a predat geometria analitică și calculul diferențial.
Din 1824 este și profesor particular la Facultatea de Filozofie, iar începând cu anul 1894 predă cursuri de logică și filozofie.

## Activitate științifică
A adus contribuții în domeniul geometriei diferențiale.
Cursurile sale se bucurau de multă popularitate, iar problemele abordate erau prezentate cu multă rigurozitate.
A fost profesorul lui Emanoil Bacaloglu.

## Scrieri
- 1834: Grundzüge der Lehre von den höhern numerischen Gleichungen (Tratări principale asupra teoriei ecuațiilor de grad mai înalt);
- 1842: Empirische Psychologie (Psihologie empirică);
- 1850: Erste Grundlehre der mathematischen Psychologie (Primele teorii fundamentale ale psihologiei matematice).